# Artannes-sur-Thouet
Artannes-sur-Thouet és un municipi francès situat al departament de Maine i Loira i a la regió de País del Loira. L'any 2007 tenia 452 habitants.

## Demografia

### Població
El 2007 la població de fet d'Artannes-sur-Thouet era de 452 persones. Hi havia 158 famílies de les quals 20 eren unipersonals (4 homes vivint sols i 16 dones vivint soles), 43 parelles sense fills, 87 parelles amb fills i 8 famílies monoparentals amb fills.
La població ha evolucionat segons el següent gràfic:
Habitants censats

### Habitatges
El 2007 hi havia 168 habitatges, 152 eren l'habitatge principal de la família, 8 eren segones residències i 8 estaven desocupats. 167 eren cases i 1 era un apartament. Dels 152 habitatges principals, 123 estaven ocupats pels seus propietaris, 27 estaven llogats i ocupats pels llogaters i 2 estaven cedits a títol gratuït; 1 tenia una cambra, 2 en tenien dues, 5 en tenien tres, 37 en tenien quatre i 108 en tenien cinc o més. 126 habitatges disposaven pel capbaix d'una plaça de pàrquing. A 38 habitatges hi havia un automòbil i a 109 n'hi havia dos o més.

### Piràmide de població
La piràmide de població per edats i sexe el 2009 era:
| Homes | Edats   | Dones |
| ----- | ------- | ----- |
| 0     | 95 o +  | 0     |
| 0     | 90 a 94 | 4     |
| 4     | 85 a 89 | 4     |
| 0     | 80 a 84 | 4     |
| 0     | 75 a 79 | 0     |
| 8     | 70 a 74 | 8     |
| 0     | 65 a 69 | 4     |
| 8     | 60 a 64 | 4     |
| 0     | 55 a 59 | 0     |
| 8     | 50 a 54 | 12    |
| 8     | 45 a 49 | 16    |
| 20    | 40 a 44 | 16    |
| 28    | 35 a 39 | 24    |
| 16    | 30 a 34 | 20    |
| 20    | 25 a 29 | 24    |
| 8     | 20 a 24 | 8     |
| 36    | 15 a 19 | 12    |
| 16    | 10 a 14 | 4     |
| 24    | 5 a 9   | 8     |
| 28    | 0 a 4   | 16    |

## Economia
El 2007 la població en edat de treballar era de 301 persones, 235 eren actives i 66 eren inactives. De les 235 persones actives 220 estaven ocupades (120 homes i 100 dones) i 15 estaven aturades (3 homes i 12 dones). De les 66 persones inactives 11 estaven jubilades, 32 estaven estudiant i 23 estaven classificades com a «altres inactius».

### Ingressos
El 2009 a Artannes-sur-Thouet hi havia 154 unitats fiscals que integraven 436 persones, la mediana anual d'ingressos fiscals per persona era de 17.459,5 €.

### Activitats econòmiques
Dels 4 establiments que hi havia el 2007, 1 era d'una empresa de construcció, 1 d'una empresa d'informació i comunicació i 2 d'empreses de serveis.
L'únic servei als particulars que hi havia el 2009 era una fusteria.
L'any 2000 a Artannes-sur-Thouet hi havia 9 explotacions agrícoles que ocupaven un total de 213 hectàrees.

## Poblacions més properes
El següent diagrama mostra les poblacions més properes.